# 마틴 캠벨

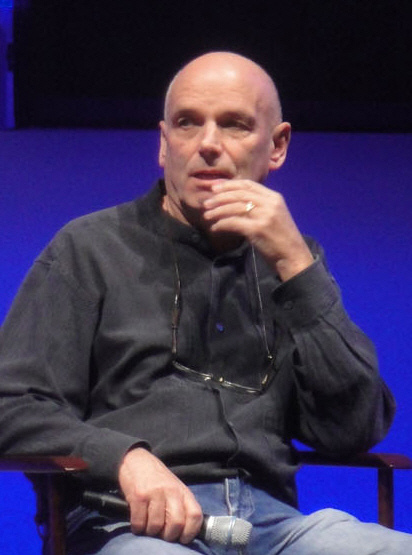
마틴 캠벨

마틴 캠벨(Martin Campbell, 1943년 10월 24일 ~ )은 뉴질랜드의 영화 감독이다.